# Secuoyas del Monte Cabezón
Las Secuoyas del Monte Cabezón son un «Espacio Natural Protegido» de Cantabria, declarado Monumento Natural por el Decreto 41/2003 del Gobierno de Cantabria, e incluido en la Red de Espacios Naturales Protegidos de Cantabria por la Ley de Cantabria 4/2006, de 19 de mayo, de Conservación de la Naturaleza.
Se trata de una plantación de 2,5 hectáreas de secuoya roja (Sequoia sempervirens) localizada en el Monte de Las Navas, cercano a la localidad de Cabezón de la Sal. Las secuoyas, inhabituales en Cantabria y de las que en España únicamente existen pequeñas masas en estado seminatural, fueron plantadas en los años 1940, como consecuencia de la política de autarquía que imperó durante  los primeros años del franquismo con la intención de restringir al máximo la dependencia exterior y las importaciones, incluyendo las de materias primas forestales. En el lugar persisten 848 ejemplares de esta especie, con una altura media de 36 metros y un perímetro medio de 1,6 metros.